# Awa Fam Thiam
Awa Fam Thiam (Santa Pola, 17 de juny del 2006) és una jugadora de bàsquet valenciana, que el 2 de desembre del 2021 es va convertir en la jugadora més jove de la història del València BC.
Al seu tercer partit de lliga feu un doble-doble, aconseguint un 23 de valoració. Juntament amb Claudia Contell, Elba Garfella i Emily Kalenik, totes elles de major edat, se la considera un dels majors talents de la pedrera de l'Alqueria del Basket.